# Rejon noworżewski
Rejon noworżewski (ros. Новоржевский район) – jednostka administracyjna wchodząca w skład obwodu pskowskiego w Rosji.
Centrum administracyjnym rejonu jest miasto Noworżew, a główne rzeki to Soroć i jej dopływ Lsta. Centra administracyjne wiejskich osiedli to osady: Orsza, i Wybor.